# Рим Кин
Рим Кин (кхмер. រីម គីន, 8 ноября 1911, Пномпень, Французский протекторат Камбоджа — 27 января 1959, Пномпень, Королевство Камбоджа) — камбоджийский писатель. Один из основоположников современной камбоджийской литературы.

## Биография

### Ранние годы и учёба
Рим Кин родился 8 ноября 1911 года в камбоджийском городе Пномпень в семье мелкого государственного служащего.
Учился в пагоде Свай Дангкум, затем с 10 лет — во французской школе. В 1929 году поступил в Королевский университет Пномпеня, где получил специальность преподавателя.
Работал учителем в Баттамбанге. В сентябре 1934 года стал старшим преподавателем лицея Сисоват в Пномпене. Кроме того, преподавал кхмерский язык в офицерской школе, в 50-е годы — в лицее Декарта, королевской школе управления.

### Литературная деятельность
Занимался литературой с 18 лет.
С 1935 года публиковал серию рассказов в новом еженедельнике «Ратри Тхнаи Саур».
В 1938 году написал первый в истории Камбоджи роман «Сопхат», который, кроме того, стал первым камбоджийским романом, написанным прозой, а не стихами. Это история о бедном юноше Сопхате и богатой девушке, в котором главный герой сталкивается с рядом препятствий, прежде чем узнаёт, что он не бедный сирота, а на самом деле имеет благородное происхождение. Роман был напечатан в Сайгоне в 1941 году и появился в Камбодже в январе 1942 года. Тираж разошёлся за полгода.
В 1943 году выпустил роман «Самапхеави», в котором изобразил кхмерского чиновника 1860-х годов, использующего коррупцию для того, чтобы получить пост губернатора.
В 1944—1945 годах написал драму на материале жизни Мольера.
Был автором киносценария для фильма 1952 года «История принцессы Ратананири». В 1964 году был экранизирован его первый роман «Сопхат».
В 1955—1957 годах был первым главой Ассоциации кхмерских писателей.
Умер  27 января 1959 года в Пномпене.